# آلیس ماربل
آلیس ماربل (انگلیسی: Alice Marble؛ زاده ۲۸ سپتامبر ۱۹۱۳ درگذشته ۱۳ دسامبر ۱۹۹۰) یک تنیس‌باز اهل ایالات متحده آمریکا بود.